# Возвращение (мультфильм)
«Возвращение» — рисованный мультипликационный фильм, созданный режиссёром Владимиром Тарасовым на студии Союзмультфильм в 1980 году.
Консультант фильма — Алексей Леонов.

## Сюжет
Космический корабль «Валдай Т-614», совершавший полёт Земля — Юпитер-8 — Земля, получил серьёзные повреждения. Автоматическая посадка невозможна. Из Центра управления была дана команда пилоту корабля, космонавту Платонову, хорошо выспаться перед аварийным спуском в ручном режиме.
В назначенное время пилот не проснулся и все попытки разбудить его остаются безуспешными. Корабль неминуемо должен погибнуть. Неожиданный совет руководителям полёта дал дед космонавта. Он посоветовал изменить курс таким образом, чтобы корабль прошёл над родным деревенским домом. Знакомые с детства звуки растревожили уснувшее сознание лётчика и он успешно посадил корабль.

## Над фильмом работали
- Автор сценария: Борис Ряховский
- Режиссёр: Владимир Тарасов
- Художник-постановщик: Николай Кошкин
- Оператор: Кабул Расулов
- Консультант: Алексей Леонов
- Звукооператор: Владимир Кутузов
- Художники-мультипликаторы:
  - Алексей Букин,
  - Александр Мазаев,
  - Владимир Пальчиков,
  - Александр Елизаров
- Редактор: Елена Никиткина
- Директор картины: Любовь Бутырина
- Роли озвучивали:
  - Александр Кайдановский,
  - Василий Ливанов,
  - Виктор Балашов
- В фильме использованы фрагменты 5-й симфонии Густава Малера

## Награды
- 1981 — 14 Всесоюзный кинофестиваль (Вильнюс) — почётный диплом присуждён м/ф «Возвращение».[1]

## Критик о мультфильме
И в следующем фильме, «Возвращение» (1980), В. Тарасов продолжает основную линию своего творчества — разработку научно-фантастической проблематики в том особом ключе и ракурсе, которые дают ему возможность затронуть различные аспекты духовного мира современного человека.— Асенин С.В.